# Rilaena spinosissimus
Rilaena spinosissimus is een hooiwagen uit de familie echte hooiwagens (Phalangiidae).